# Dave LaRue
Dave LaRue američki je basista jazz sastava Dixie Dregs (1989.) i Steve Morseovog Banda (1989.). Također je sudjelovao u sastavu Dream Theater's s Johnem Petrucciem, Mikeom Portnoyem i Jordanom Rudessom. Posjeduje veliku kolekciju bas-gitara od kompanije Music Man koje je koristio za studijsko snimanje. Između mnogih tu su modeli "Sterling" i "StingRay" s 5 žica ali najviše koristi "Bongo" liniju (koja mu pomaže pri izvođenju instrumentala), koja uključuje modele s 4 i 5 žica. U travnju 2006. nastupa s Joe Satrianijem na svjetskoj turneji.

## Diskografija

### Dave LaRue Diskografija
- 1977 Mike Santiago & Entity - White Trees
- 1982 The Markley Band - On the Mark
- 1984 John Macey - Meltdown
- 1984 T Lavitz – Extended Play
- 1984 Stretch – Stretch
- 1986 Glen Burtnik - Talking in Code
- 1986 T Lavitz – Storytime
- 1987 T Lavitz – From the West
- 1987 Scott Stewart & the Other Side - Scott Stewart & the Other Side
- 1990 The Stingers - My Home isn't in this World
- 1991 Steve Morse Band – Southern Steel
- 1991 Various Artists - Slaves of New Brunswick
- 1992 Dave LaRue – Hub City Kid
- 1992 Steve Morse Band – Coast to Coast
- 1992 Dixie Dregs – Bring 'Em Back Alive
- 1992 The Connection – Inside Out
- 1993 Glenn Alexander - Rainbow's Revenge
- 1993 Various Artists - Bass Talk Vol.3
- 1994 Dixie Dregs – Full Circle
- 1995 Steve Morse Band – Structural Damage
- 1996 Steve Morse Band – StressFest
- 1997 Antares - The GranDesign
- 1998 Stuart Getz - Pray for Rain
- 1999 Vinnie Moore – The Maze
- 2000 Deep Purple - In Concert with the London Symphony Orchestra
- 2000 Dixie Dregs – California Screamin'
- 2000 Steve Morse – Major Impacts
- 2001 Vinnie Moore – Defying Gravity
- 2002 Steve Morse Band – Split Decision
- 2002 PlanetX – Live from Oz
- 2004 Steve Morse – Major Impacts 2
- 2004 Jordan Rudess – Rhythm of Time
- 2005 John Petrucci – Suspended Animation
- 2005 Balance II - Balance II
- 2005 G3 - Live in Tokyo
- 2006 Hammer of the Gods - Two Nights in North America
- 2006 Joe Satriani - Satriani Live!

## DVD
- 2002 Steve Morse - Sects, Dregs & Rock 'n' Roll
- 2005 Steve Morse Band - Live In Baden-Baden Germany March 1990
- 2005 G3 - Live in Tokyo
- 2006 Hammer of the Gods - Two Nights in North America
- 2006 Joe Satriani - Satriani Live!

## Vanjske poveznice
- Službene stranice  Arhivirana inačica izvorne stranice od 1. veljače 2008. (Wayback Machine)